# ريكي هنتر
ريكي هنتر هو مصارع هاوي كندي، ولد في 1 مارس 1936 في وينيبيغ في كندا.

## روابط خارجية
- ريكي هنتر على موقع CageMatch worker (الإنجليزية)
- ريكي هنتر على موقع قاعدة بيانات المصارعة على الإنترنت (الإنجليزية)